# Turi Péter
Turi Péter (Budapest, 1999. december 8. –) magyar színész. Édesapja Túri András híres népzenész, zenetanár.

## Életpálya
1999-ben született Budapesten, a XVIII. kerületben. 2019-ben érettségizett a budapesti Nemes Nagy Ágnes Művészeti Szakgimnázium dráma tagozatán. 2019-2024 között a Színház- és Filmművészeti Egyetem zenés-színész hallgatója. Novák Eszter és Selmeczi György voltak osztályvezető tanárai. Gyakorlati éveit a Vígszínházban (A Pál utcai fiúk, Pinokkió, 80 nap alatt a Föld körül), illetve a Szegedi Nemzeti Színházban (Szerelmes Shakespeare) töltötte. 2023-ban mutatták be a Velencei Filmfesztiválon az Árni című nagyjátékfilmet (rendező: Vermes Dorka, kreatív producer: Tarr Béla), amelynek a főszereplője volt. Ugyan ebben az évben az Edinburgh Fringe Festival keretein belül alkalma volt Fischer Dániel angol nyelvű musicalében játszani. 2024-től, a diploma megszerzése után, a Szegedi Nemzeti Színház társulatához szerződött. 2025-ben, volt egyetemi osztálytársaival megalapították a SICC Production nevű társulatot.

## Színházi szerepei

### Vígszínház
- A Pál utcai fiúk (Kolnay)
- Pinokkió (Jegyárus)[2]

### Szegedi Nemzeti Színház
- Szerelmes Shakespeare (Sam, Julia, Nol)
- Iván, a rettentő (Gömböc, a kutya, Íródeák)
- A kaukázusi krétakör (Második orvos, Áruló katona, Istállófiú, Háziszolga, Fafej, Zosszo, Juszuf,  Első katona, Vádlott orvos, Második ügyvéd)
- A dzsungel könyve (Csil)[3]

### SICC Production
- Cseh Tamás - Bereményi Géza: Frontátvonulás (Halmos, Hurkos)[7]
- William Shakespeare - Nagy Feró: Hamlet (Hamlet)[8]

### Magyar Képzőművészeti Egyetem
- Illyés Gyula - Regős Simon: Puszták népe - A társadalmi szorongásról (Szüle, Tehén)[9]

## Film- és sorozatszerepei
- Ari Aster: Midsommar (Harga)[10]
- Farkas Marcell: Szeurum (Péter)[11]
- Bagossy Júlia: Öcsi (Öcsi)[12]
- Klopfstein-László Bálint: Not My Skin (Alex)[13]
- Bille August: Kysset (Soldier)[14]
- Magács László: Shakespeare 37[15]
- Farkas Marcell: Sárkánykor (Kalauz)[16]
- Vermes Dorka: Árni (Árni)
- Annabel Jankel: Desperate Journeys (Cook)[17]